# Więzadło skokowo-piętowe przednie

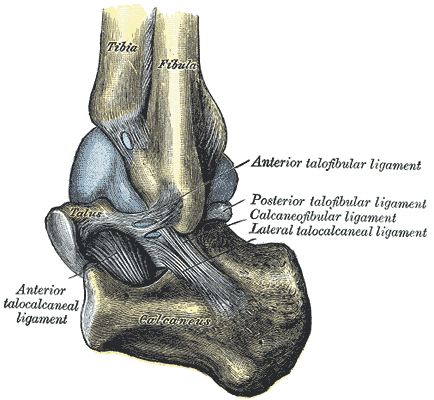
Więzadło skokowe-piętowe przednie (anterior talocalcaneal ligament).

Więzadło skokowo-piętowe przednie (łac. ligamentum talocalcaneum anterius) – w anatomii człowieka jedno z więzadeł stawu skokowego tylnego. Więzadło przyczepia się do przodu od powierzchni stawowych tylnych kości: skokowej i piętowej. Leży w zatoce stępu. Więzadło skokowo-piętowe międzykostne przebiega do przodu od niego.